# Palm Springs (film, 1936)
Pour les articles homonymes, voir Palm Springs.
Pour plus de détails, voir Fiche technique et Distribution.
Palm Springs est un film américain réalisé par Aubrey Scotto, sorti en 1936.

## Synopsis
Le Capitaine Smith est un Anglais, veuf et ruiné. Sa fille Joan le croit encore riche et, après s'être fait renvoyer de son école pour avoir parié aux dés dans les vestiaires, elle décide de lui rendre une visite surprise à Palm Springs. À son arrivée, Joan se rend dans le meilleur hôtel dans l'espoir de l'y trouver, mais sans résultat. Elle finit par le trouver à l'hôtel Mirage, où il est vigile et où son majordome Starkey est croupier. George Brittel, un jeune et riche Anglais, dit à Joan que cet homme est un escroc et un tricheur, sans savoir qu'il lui parle de son père. Joan reproche alors à son père de s'être ainsi humilié pour qu'elle puisse vivre dans le luxe, et elle lui annonce qu'elle va chercher un riche mari. Starkey va l'aider dans son plan, en répandant la rumeur qu'elle est en fait Lady Sylvia Dustin, la fille du comte de Blythstone (qui est en fait le vrai titre de noblesse de son père). Elle va rencontrer Slim, un sympathique cow-boy et ils vont tomber amoureux. Mais elle accepte néanmoins la demande en mariage de Brittel...

## Fiche technique
- Titre original : Palm Springs
- Réalisation : Aubrey Scotto
- Scénario : Joseph Fields, d'après la nouvelle Lady Smith de Myles Connolly
- Direction artistique : Alexander Toluboff (en)
- Costumes : Helen Taylor
- Photographie : James Van Trees
- Son : Earl Sitar
- Montage : Robert L. Simpson
- Musique : Charles Bradshaw, John Leipold
- Direction musicale : Boris Morros (en)
- Production : Walter Wanger
- Société de production : Walter Wanger Productions
- Société de distribution : Paramount Pictures
- Pays de production :  États-Unis
- Langue originale : anglais
- Format : noir et blanc — 35 mm — 1,37:1 — son Mono (Western Electric Noiseless Recording Sound System)
- Genre : Comédie dramatique
- Durée : 72 minutes
- Date de sortie :
  - États-Unis : 5 juin 1936

## Distribution
- Frances Langford : Joan Smith
- Guy Standing : Capitaine Smith, Comte de Blythstone
- Ernest Cossart : Starkey, le majordome
- Smith Ballew (en) : Slim
- David Niven : George Brittel
- E.E. Clive : Bruce Morgan
- Spring Byington : Tante Letty
- Sterling Holloway : Oscar
- Grady Sutton : Bud
- Sarah Edwards : Agatha Pinchon

## Chansons du film
- I Don't Want to Make History, I Want to Make Love, Palm Springs, Dreaming Out Loud, The Hills of Old Wyoming : paroles et musique de Ralph Rainger et Leo Robin
- Will I Ever Know : paroles et musique de Mack Gordon et Harry Revel
- I'm in the Mood for Love : paroles et musique de Dorothy Fields et James McHugh